# Kerrville, Texas
Kerrville là một thành phố thuộc quận Kerr, tiểu bang Texas, Hoa Kỳ. Năm 2010, dân số của xã này là 22347 người.

## Dân số
- Dân số năm 2000: 20425 người.
- Dân số năm 2010: 22347 người.